# Jens Braage Halvorsen
Jens Braage Halvorsen (født 7. marts 1845 i Bergen, død 22. februar 1900 i Kristiania) var en norsk forfatter og biblioteksmand.
Halvorsen blev student i 1866 og begyndte straks at virke i pressens tjeneste. Årene 1868—79 var han fast medarbejder i det liberale Aftenbladet, ligesom han leverede talrige bidrag til forskellige uge- og tidsskrifter, navnlig af litteraturkritisk og biografisk art; 1880—83 
var han redaktør af Ny illustreret Tidende. 1. juli 1883 blev han ansat som amanuensis, fra 1. juli 1895 som underbibliotekar ved universitetsbiblioteket i Kristiania, hvis særlige "norske afdeling" under hans ledelse er bleven grundlagt. Hans litterære hovedværk er Norsk Forfatter-Lexikon 1814—80 (6 bind, 1881—1908; efter forfatterens død afsluttet af Halvdan Koht). Værket, der som resultatet af en enkelt mands arbejde står som et inden for alle litteraturer vistnok enestående eksempel på personalhistorisk og bibliografisk lærdom, danner en uvurderlig kilde til Norges hele litterære, politiske og kulturelle historie i 19. århundrede. Fra 1891 til sin død var han redaktør for de norske artikler i Salmonsens Leksikon.